# Łapiszów
Łapiszów – część wsi Wrzawy w Polsce, położona w województwie podkarpackim, w powiecie tarnobrzeskim, w gminie Gorzyce.
Dawniej samodzielna miejscowość i gmina jednostkowa (z Kępą i Pasternikiem), licząca 341 mieszkańców w połowie XIX wieku